# Мост Кавур
Мост Каву́р (итал. Ponte Cavour) ― каменный мост через реку Тибр в Риме, Италия. Соединяет площадь дель Порто ди Рипетта с набережной дей Меллини. Расположен в районах Марсово поле и Прати.

## Описание
Мост Кавур служит соединением между площадью Кавур и Марсовым поле недалеко от Алтаря Мира. Мост состоит из пяти каменных пролётов, покрытых травертином. В длину мост составляет около 100 метров, в ширину ― 20 метров.
После Второй Мировой войны у римских пловцов сложилась ежегодная традиция прыжков с парапета моста и последующего ныряния в Тибр утром 1 января.

## История
Проект моста Кавур был разработан архитектором Анджело Весковали, сам мост был построен в 1896―1901 годах, чтобы заменить собой временный мост ди Рипетта, созданный в 1878 году. Мост Кавур был так назван в честь первого премьер-министра Италии Камилло Бенсо ди Кавура.